# Lautundspitz.ch
Lautundspitz.ch war ein Party- und Peopleportal in der Schweiz, welches eine Party-Fotodatenbank und Veranstaltungshinweise sowie eine Datenbank von Veranstaltungsorten und Community-Funktionen enthielt.

## Geschichte
Lautundspitz.ch wurde 2001 durch Thomas Lautenschlager und Ronny Spitzli gegründet, daher der Name. 2003 folgte Daniel Saxer als dritter Partner sowie die Gründung des Unternehmens als GmbH mit Handelsregistereintrag. Nach 2004 war es das zweitstärkstes Partyportal der Schweiz. Zu Glanzzeiten wurde das Portal von mehr als 169.000 Nutzern besucht. Es verzeichnete jeden Monat mehr als 30 Millionen Seitenaufrufe und hatte 2008 eine Million Besucher. In diesem Jahr erwarb auch die AZ Medien AG eine Beteiligung am Unternehmen. Noch im Jahr 2011 hatte es WEMF beglaubigt 450.000 Besuche bei 10 Millionen Seitenaufrufen von 110.000 Nutzern. Wie andere Webportale in Bereich der sozialen Netzwerke wurde die Form von Lautundspitz.ch von Konkurrenten wie Facebook überholt.
Das Unternehmen beschäftigte 2013 keine festen Mitarbeiter mehr. Im Amtsblatt wurde eine vorläufige Konkursanzeige des Betreibers veröffentlicht und dieser musste die Bilanz deponieren, die Website wird wohl auf privater Basis weitergeführt.